# Вѣстникъ рѧду краєвого длѧ области адмїнїстрацїйнои Намѣстництва въ Львовѣ
Вѣстникъ рѧду краєвого длѧ области адмїнїстрацїйнои Намѣстництва въ Львовѣ (нім. Landesregierungsblatt für das Verwaltungsgebiet der Statthalterei in Lemberg) — львівський часопис, що містив виклад законів і розпоряджень австрійського уряду. Виходив у 1858—1859 роках.

## Основні дані
Вийшли числа:
- 1858 — Отд. I часть 1-13, Отд. II часть 1-6
- 1859 — Отд. I часть 1-9, Отд. II часть 1-5

Формат: 27,5 × 20 см (1858), 27 × 19 см (1859).
Друк: Галицька скарбово-державна типографія, Львів.

## Зміст
Публікував закони й розпорядження уряду німецькою мовою (кириличним шрифтом).
Його попередниками та наступниками були урядові часописи таких років:
- 1849—1853 — Всеобщій дневникъ земскихъ законовъ и Правительства длѧ коронной области Галиціи и Володимеріи съ Кнѧжествами Освѣцимскимъ и Заторскимъ и съ Великимъ Кнѧжествомъ Краковскимъ
- 1853—1854 — Вѣстник краєвого Правительства длѧ коронной области Галиціи и Володомеріи съ Кнѧжествами Освѣцимскимъ и Заторскимъ и съ Великимъ Княѧжествомъ Краковскимъ;
- 1854—1857 — Вѣстник краєвого Правительства длѧ оуправительствєнной области Намѣстничества во Львовѣ;
- 1860 — Роспорѧженѧ краєвыхъ оурѧдовъ длѧ Королевства Галиціи и длѧ Буковины;
- 1861 — Дневникъ оуставъ Паньства Королевства Галиціи и Великого Княжества Краковского;
- 1861, 1863—1865 — Роспорѧженѧ краєвыхъ оурѧдовъ длѧ Королевства Галиціи и Великого Кнѧжества Краковского.